# Zeuxine oblonga
Zeuxine oblonga  là một loài lan trong phân họ Orchidoideae. Nó được tìm thấy ở miền bắc Australia.

### Sources
- Kerrigan, Raelee; & Cowie, Ian (tháng 4 năm 2006). "Zeuxine oblonga" (PDF). Threatened Species of the Northern Territory. Dept of Natural Resources, Environment and the Arts, Northern Territory. Truy cập ngày 19 tháng 11 năm 2010.{{Chú thích web}}:  Quản lý CS1: nhiều tên: danh sách tác giả (liên kết)